# Johan Kenkhuis
Johan Kenkhuis (Vriezenveen, 7 maggio 1980) è un nuotatore olandese. In carriera ha vinto una medaglia d'argento alle Olimpiadi di Sydney 2000 e una di bronzo e a quelle di Atene 2004. È apertamente dichiarato omosessuale
.

## Palmarès
- Olimpiadi

Sydney 2000: bronzo nella 4x200m sl.
Atene 2004: argento nella 4x100m sl.
- Mondiali

Fukuoka 2001: argento nella  4x100m sl.
- Mondiali in vasca corta

Hong Kong 1999: oro nella 4x200m sl e argento nella 4x100m sl.
- Europei

Istanbul 1999: oro nella 4x100m sl.
- Europei in vasca corta

Sheffield 1998: oro nella 4x50m sl.
Anversa 2001: argento nella 4x50m sl.
Riesa 2002: oro nella 4x50m sl e bronzo nei 100m sl.
Dublino 2003: oro nella 4x50m sl.
Trieste 2005: oro nella 4x50m sl e bronzo nei 50m sl.
Helsinki 2006: bronzo nella 4x50m sl.